# Massacro di Marikana
Il massacro di Marikana è stato il singolo più tragico uso della forza da parte delle forze di sicurezza sudafricane contro i civili dal 1960. Descritte come un massacro dai giornali sudafricani, esso è stato paragonato al massacro di Sharpeville nel 1960. Ebbe luogo il 16 agosto 2012, nel venticinquesimo anniversario di uno sciopero nazionale dei minatori sudafricani.
Le forze di polizia (South African Police Service) aprirono il fuoco sui lavoratori dell'azienda britannica Lonmin (multinazionale del platino presenti in Sudafrica). Furono uccise 34 persone e ferite gravemente almeno 78.
Gli scioperi spontanei e non diretti dal sindacato erano iniziati per chiedere aumenti salariali e migliori condizioni di vita.